# Eleccions legislatives islandeses de 2013
Les eleccions parlamentàries d'Islàndia es van celebrar el 27 d'abril de 2013. Quinze partits hi van concórrer, un nombre força superior als set de l'elecció anterior, L'elecció va ser guanyada pels dos partits de l'oposició de centredreta, Partit de la Independència i Partit Progressista. Ambdós partits van formar, del 1995 al 2008, el govern de coalició que va dur el país a la crisi econòmica del 2008 i són contraris a la integració d'Islàndia a la Unió Europea.
Per contra, l'Aliança Socialdemòcrata de la Primera Ministra Jóhanna Sigurðardóttir i el Moviment d'Esquerra-Verd, que governaven en coalició, van perdre més de la meitat del suport electoral que havien obtingut quatre anys abans, i van quedar relegats a la tercera i quarta posició amb nou i set escons cadascun.

## Resultats electorals
| Partits                                                                         | Partits                                                      | Líder                        | Vots    | %     | +/−   | Escons  | +/− |
| ------------------------------------------------------------------------------- | ------------------------------------------------------------ | ---------------------------- | ------- | ----- | ----- | ------- | --- |
|                                                                                 | Partit de la Independència (Sjálfstæðisflokkurinn)           | Bjarni Benediktsson, Jr.     | 50,454  | 29.8  | +3.0  | 19 / 63 | 3   |
|                                                                                 | Partit Progressista (Framsóknarflokkurinn)                   | Sigmundur Davíð Gunnlaugsson | 44,369  | 23.7  | +9.6  | 19 / 63 | 10  |
|                                                                                 | Aliança Socialdemòcrata (Samfylkingin)                       | Árni Páll Árnason            | 24,292  | 12.85 | -16.9 | 9 / 63  | 11  |
|                                                                                 | Moviment d'Esquerra-Verd (Vinstrihreyfingin - Grænt Framboð) | Katrín Jakobsdóttir          | 20,546  | 10.87 | -10.8 | 7 / 63  | 7   |
|                                                                                 | Futur brillant (Björt framtíð)                               | Guðmundur Steingrímsson      | 15,583  | 8.25  | -     | 6 / 63  | Nou |
|                                                                                 | Partit Pirata (Pírataflokkurinn)                             | Birgitta Jónsdóttir          | 9,647   | 5.10  | -     | 3 / 63  | Nou |
|                                                                                 | Albada (Dögun)                                               | Ástþór Magnússon             | 5,855   | 3.10  | -     | 0 / 63  | Nou |
|                                                                                 | Partit de les Llars                                          | Pétur Gunnlaugsson           | 5,707   | 3.02  |       | 0 / 63  | Nou |
|                                                                                 | Partit Democràtic d'Islàndia                                 | Lideratge col·lectiu         | 4,658   | 2.46  |       | 0 / 63  | Nou |
|                                                                                 | Partit Popular de Dreta-Verda                                | Guðmundur Franklín Jónsson   | 3,262   | 1.73  |       | 0 / 63  | Nou |
|                                                                                 | Arc de Sant Martí                                            | Jón Bjarnason (portaveu)     | 2,021   | 1.07  |       | 0 / 63  | Nou |
|                                                                                 | Partit Rural                                                 | Ylfa Mist Helgadóttir        | 326     | 0.17  |       | 0 / 63  | Nou |
|                                                                                 | Sturla Jónsson                                               | Sturla Jónsson               | 222     | 0.12  |       | 0 / 63  | Nou |
|                                                                                 | Partit Humanista                                             | Júlíus Valdimarsson          | 126     | 0.07  |       | 0 / 63  | Nou |
|                                                                                 | Front Popular d'Islàndia                                     | Thorvaldur Thorvaldsson      | 126     | 0.07  |       | 0 / 63  | Nou |
| Total                                                                           | Total                                                        |                              | 193,792 | 100.0 |       | 63      | —   |
| Blancs: 4,217 (2,2%); Nuls: 585 (0,3%); Participació: 81,4%. Font: Morgunblaðið |                                                              |                              |         |       |       |         |     |